# Yingshouyingzi Kuang
Yingshouyingzi Kuang (chinesisch 鹰手营子矿区, Pinyin Yīngshǒuyíngzi Kuàng Qū) ist ein chinesischer Stadtbezirk der bezirksfreien Stadt Chengde (früher: Jehol, Rehe) in der Provinz Hebei. Der Stadtbezirk hat eine Fläche von 150,6 km² und zählt 62.454 Einwohner (Stand: Zensus 2010). Es handelt sich um einen Minenstadtbezirk. Sein Hauptort ist die Großgemeinde Yingshouyingzi (鹰手营子镇).